# Fischereiprivileg für Brügge

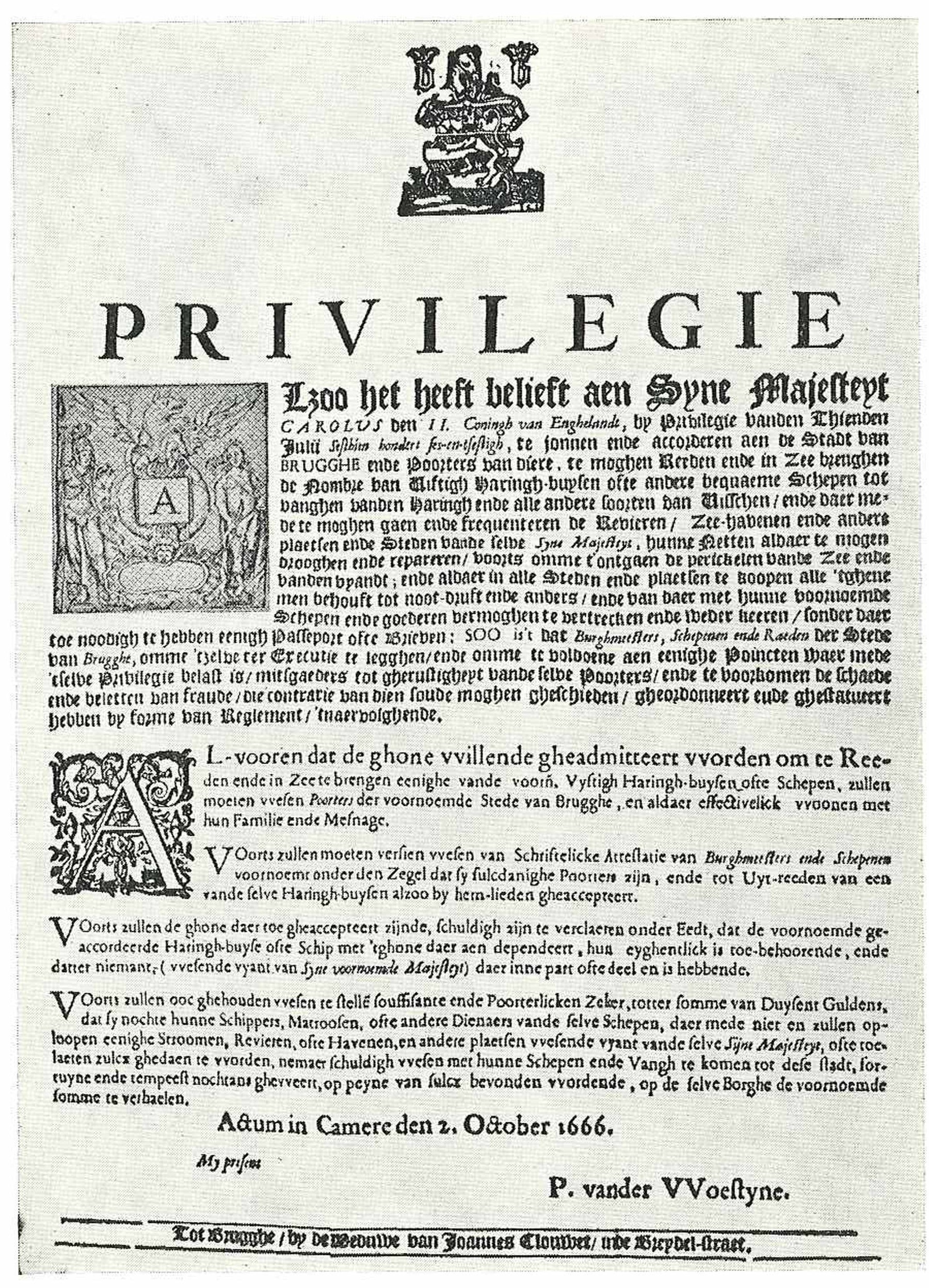
Das Plakat, das anlässlich der Verkündung des Privilegs in Brügge am 2. Oktober 1666 angeschlagen wurde.

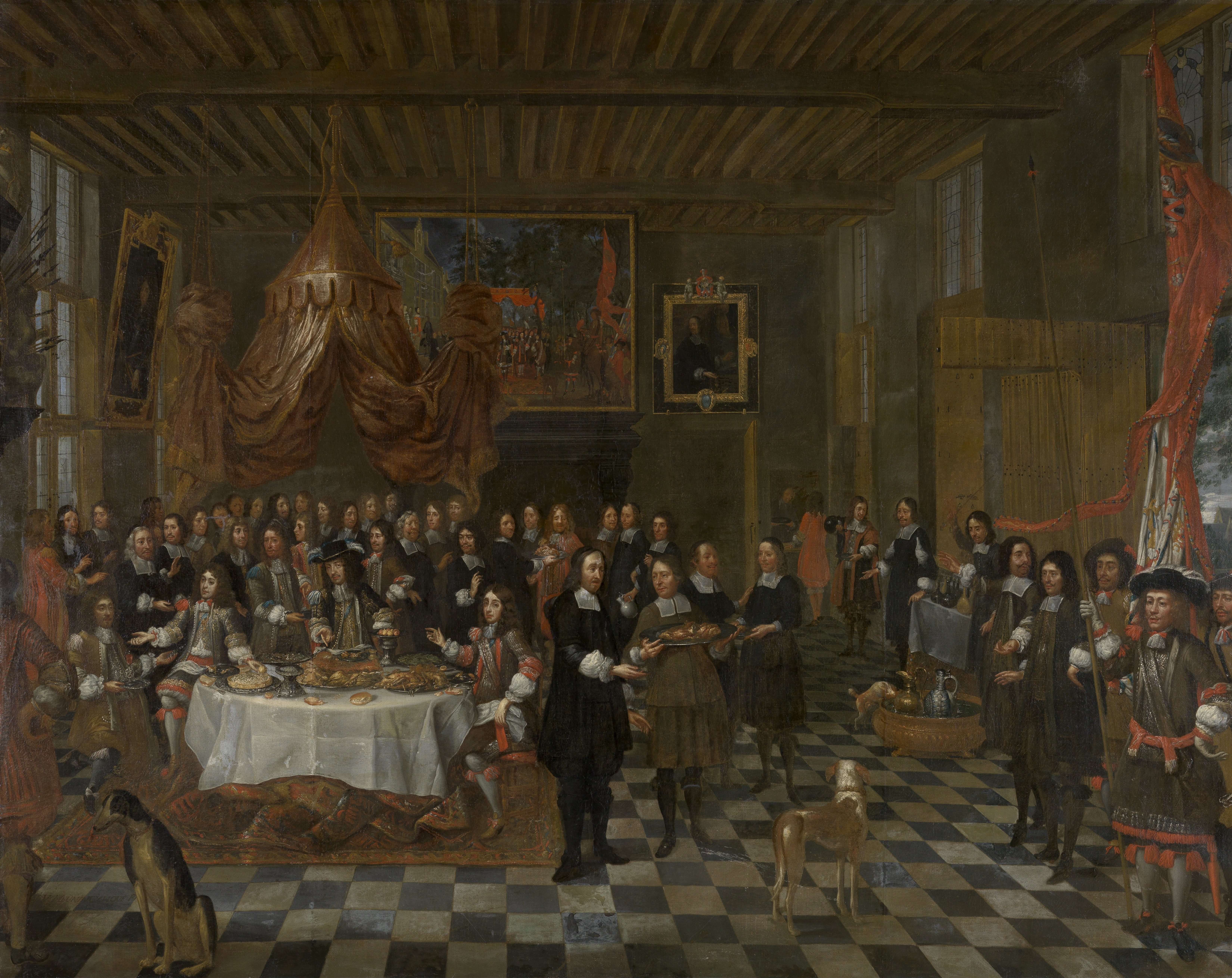
Empfang für König Karl II. und seine Brüder durch die Sankt-Barbara-Gilde in Brügge. Gemälde von
Jan Baptist van Meunincxhove.

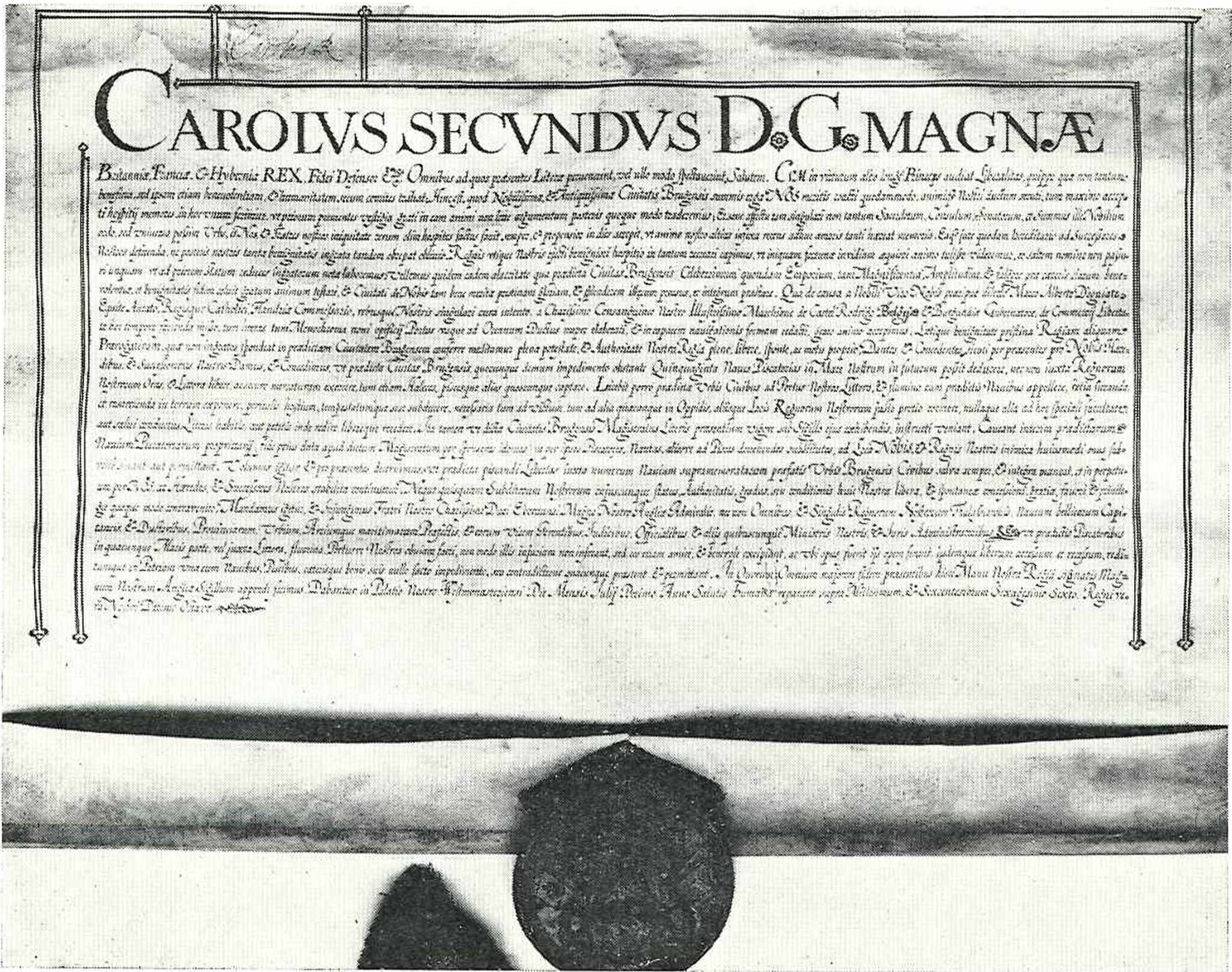
Kopie des Fischereiprivilegs

Das Fischereiprivileg für Brügge gewährt der Stadt Brügge seit dem Jahr 1666 das Recht, mit 50 Booten in britischen Küstengewässern auf Fischfang zu gehen. Das Recht geht auf ein Privileg zurück, das der englische König Karl II. aus dem Hause Stuart der Stadt verliehen hatte. Karl II. lebte während seines Exils auf dem europäischen Kontinent von 1656 bis 1659 drei Jahre lang in Brügge, ehe er 1660 nach London zurückkehren konnte. Als Dank für die Gastfreundschaft erließ er 1666 das Fischereiprivileg, das bis heute nicht widerrufen wurde, obwohl seine Gültigkeit in verschiedenen Jahrhunderten mehrmals angezweifelt wurde, zuletzt in Zusammenhang mit dem Brexit, dem Austritt des Vereinigten Königreichs aus dem EU-Binnenmarkt im Jahr 2016.

## Geschichte
Nachdem Karl schon im Jahr 1646 als Kronprinz von England, Schottland und Irland das unsichere Königreich verlassen hatte, wurde er nach der Enthauptung seines Vaters Karl I. im Jahr 1649 in Jersey zum englischen König proklamiert. Während England jedoch unter der Herrschaft des Lordprotektors Oliver Cromwell stand, konnte Karl II. den Thron von Schottland besteigen, musste aber nach einer Niederlage gegen Cromwell 1651 nach Frankreich fliehen. Nach weiteren Aufenthalten in Den Haag, Aachen und Köln ging Karl II. 1656 nach Brüssel, wo ihm der spanische König Philipp IV., Herrscher über die Spanischen Niederlande, einen Aufenthaltsort in Brügge anbot. Dort lebte Karl II. inkognito mit seinen beiden Brüdern und wurde während der drei Jahre seines Aufenthalts ein geachtetes Mitglied der Bürgergesellschaft der Stadt. Er wurde zum Schirmherrn mehrerer Gilden. 1659, nach dem Tod von Oliver Cromwell und der Abdankung von dessen Sohn Richard Cromwell als Lordprotektor, kehrte Karl II. über Den Haag und Brüssel nach England zurück, wo er 1660 als König willkommen geheißen wurde.
1666 wurde Marc Arrazola de Oñate (auch Marc d'Ognate geschrieben), ein Freund Karls II. aus der Brüsseler Zeit, der durch seine Mutter auch des Englischen mächtig war und der durch seinen Vater Zugang zu den wichtigen Kreisen in Brüssel hatte, als außerordentlicher Botschafter Philipps IV. eingesetzt, um Handelsverträge mit dem britischen Königreich zu schließen. Die Gesamtheit dieser Verträge ging verloren, die Stadt Brügge besitzt aber immer noch Nachweise des auf ewige Zeiten verbrieften Fischereirechts in britischen Gewässern.

## Gültigkeit im 19. Jahrhundert
Um 1849 begannen erste Verhandlungen des 1830 gegründeten belgischen Königreichs mit Großbritannien bezüglich der Fischereirechte. Das Vereinigte Königreich beanspruchte eine Drei-Meilen-Zone vor seiner Küste. Die belgischen Fischer waren es jedoch gewohnt, vor der Küste Schottlands auf Fischfang zu gehen. So wurde der frühere belgische Premierminister Sylvain Van de Weyer als Sonderbotschafter nach London entsandt, um für die belgischen Fischer den status quo zu erhalten. Die Verhandlungen wurden auf belgischer Seite durch den Vorsitzenden der Handelskammer in Brügge unterstützt, der in einem Brief an den belgischen Außenminister Constant-Ernest d'Hoffschmidt auf das Fischereiprivileg der Stadt Brügge hinwies. Die Existenz dieser Urkunde überraschte die Briten, sie wiesen das Ansinnen aber nicht zurück. In einem Brief an Van de Weyer erklärte der britische Außenminister Lord Palmerston, dass jedoch zuerst ein ordentliches Gericht in Großbritannien die Gültigkeit des Fischereiprivilegs bestätigen müsse.
In Belgien scheute man jedoch die Kosten einer Klage. Darüber hinaus war man eher an einem Abkommen für alle belgischen Fischer interessiert, als an einem Privileg für Brügge. Belgien unterzeichnete 1852 einen Fischereivertrag mit Großbritannien, in dem allen Fischern beider Länder die gleichen Rechte eingeräumt wurden. In der Debatte im belgischen Parlament wurde jedoch ausdrücklich darauf hingewiesen, dass dieser Vertrag unbeschadet der Sonderrechte abgeschlossen worden sei, die die Fischer Brügges durch das Privileg Karls II. noch geltend machen könnten.

## Gültigkeit im 20. Jahrhundert

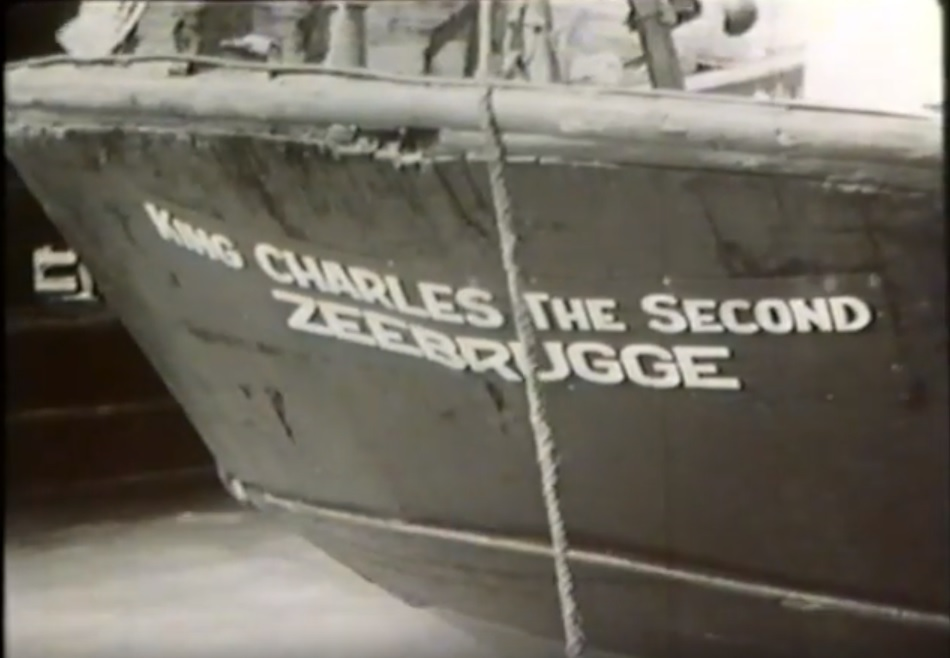
Der Trawler King Charles the Second drang von Seebrügge aus im Jahr 1963 in britische Gewässer vor, um die Gültigkeit des Fischereiprivilegs aus der Zeit König Karls II. zu überprüfen.

Im Jahr 1963 schrieb der Belgier Victor Depaepe, ein Mitglied des Bürgermeister- und Schöffenkollegiums von Brügge, an den belgischen Premierminister Théo Lefèvre und dessen britischen Counterpart Harold Macmillan sowie an die britische Königin Elisabeth II. und informierte sie, dass er sich der Gültigkeit des Privilegs von 1666 versichern wollte. Am 8. Juli 1963 wurde sein Schiff in britischen Gewässern nahe Seaford in East Sussex von der Royal Navy aufgebracht und er selbst einem gerichtlichen Verhör unterzogen. Es kam jedoch zu keiner Anklage. Nach 30 Jahren wurde bekannt, dass das Landwirtschaftsministerium angewiesen worden war, kein Verfahren vor einem Gerichtshof anzustrengen, da die Rechte möglicherweise doch durchsetzbar wären.